# Inês de Portugal (filme)
Inês de Portugal é um filme português de 1997, dirigido por José Carlos de Oliveira.

## Sinopse
A consumidora paixão entre D. Pedro I e D. Inês é brutalmente interrompida quando D. Inês é executada, em consequência da intriga política e em nome do interesse do reino. D. Pedro, irremediavelmente ferido, persegue o único objectivo de vingar o seu amor. Captura e mata os executores e obriga a nobreza a reconhecer D. Inês como sua mulher e Rainha de Portugal.

## Elenco
- Cristina Homem de Mello	 ...	Inês de Castro
- Heitor Lourenço	 ...	Dom Pedro I
- Carlos Cabral	 ...	Álvaro Pais
- Afonso Melo	 ...	Afonso Madeira
- Rogério Jacques	 ...	João Afonso
- Jorge Parente	 ...	Pêro Coelho
- Peter Michael	 ...	Álvaro Gonçalves
- Carlos Aurélio	 ...	Álvaro Castro
- Alberto Villar	 ...	Diogo Lopes Pacheco
- Isabel Neves	 ...	Catarina Tosse
- António Semedo	 ...	Lourenço Gonçalves
- Manuela Carona	 ...	D. Beatriz
- Rui Filipe Torres	 ...	Fernando de Castro
- Leonor Lains	 ...	Madre Superiora
- Eva Cabral	 ...	Irmã
- José Leitão ...	Mendo Pires
- Sofia Luckéni	 ...	Filha de Bartender
- João Vaz	 ...	Escritor
- João Didelet	 ...	Bartender
- Miguel de Oliveira ...	João
- João Santos	 ...	Dinis
- Tobias Monteiro	 ...	Fernando
- Ruy de Carvalho	 ...	D. Afonso IV
- Ricardo de Oliveira ...	Soldado
- Aissa Kalinowski	 ...	Carrasco